# 蔡添
蔡添（生卒年不詳）是東寧王朝末期的武士，為侍衛鎮馮錫範的心腹。1681年（鄭氏永曆三十五年），延平王鄭經薨，外戚馮錫範與東寧宗室深怕監國世子鄭克臧對他們有所猜忌，於是密謀行刺。蔡添於是受命埋伏於北園別館內庭，假董太妃之詔諭獨自誘出世子，毛興等人保護不及，世子便死於蔡添刀下，即東寧之變。1683年，曾經參與澎湖海戰，兵敗逃回東寧。後來又與清朝通牒，於東寧作內應。